# Sándor Szinberger
Sándor Szinberger, menționat uneori Alexandru Szinberger, (n. 24 octombrie 1921, Cluj, România – d. 30 iunie 2008, Bat Yam, Israel) a fost un critic muzical și regizor evreu din Transilvania. A fost prim director de scenă și apoi, în perioada 1957-1973, director al Operei Maghiare de Stat din Cluj.

## Biografie
În anul 1945 a fost eliberat din Lagărul de concentrare Buchenwald.

## Distincții
- Medalia Muncii (14 decembrie 1953) „cu ocazia împlinirii a cinci ani de la înființarea Operei Maghiare de Stat din Cluj”[2]
- titlul de Artist emerit al Republicii Populare Romîne (30 decembrie 1957) „cu prilejul împlinirii a 10 ani de la proclamarea Republicii Populare Romîne și pentru merite deosebite în activitatea cultural-artistică”[3]
- Ordinul Meritul Cultural clasa I (12 septembrie 1968) „pentru activitate îndelungată și merite deosebite în activitatea muzicală”[4]